# Savannah Stern
Pour les articles homonymes, voir Stern.
Savannah Stern (née le 2 mai 1986) est une actrice pornographique américaine. Elle fait ses débuts dans l'univers de la pornographie en 2005. En 2010, elle est nommée dans la catégorie « Starlette de l'année ». Elle est spécialisée dans la pornographie hardcore, ayant tournée dans plus de 350 productions au fil de sa carrière. Au début de sa carrière, Stern empoche un revenu annuel de 150 000 $, puis deux ans plus tard, 50 000 $ lorsqu'elle atteint son pic de popularité,.